# Клосс, Ганс (банкир)
Ганс Клосс (28 ноября 1905, Вена — 16 марта 1986, Вена) — австрийский юрист и банковский менеджер.

## Биография
Клосс родился в Вене в 1905 году. После изучения права и политологии он работал в Österreichische Luftverkehrs AG, а с 1939 по 1945 год — в Lufthansa. После Второй мировой войны в 1946 году он стал государственным служащим в Министерстве финансов. Он также работал в Финансовом комитете ОЭСР и во Всемирном банке в Вашингтоне, округ Колумбия. В 1962 году Клосс перешел в частный банковский сектор в качестве генерального директора Genossenschaftlichen Zentralbank AG (сегодня Raiffeisen Bank International).
В 1969 году он был назначен генеральным директором Национального банка Австрии и занимал пост его президента с 1973 по 1978 год.
Был кремирован в крематории Feuerhalle Simmering, где и погребен его прах.